# Central Nuclear de Crystal River
La Central Nuclear de Crystal River está ubicada en el complejo energético de Cristal River situtado en el Condado de Citrus, Florida cerca de la ciudad de Crystal River, Florida. El emplazamiento ocupa aproximadamente 19 km². Un único reactor de agua presurizada Babcock and Wilcox comparte el emplazamiento con 4 generadores de combustible fósil. El reactor está clasificado para producir 842 megavatios de energía eléctrica. 
Inicialmente era propiedad de Florida Progress Corporation pero, en el 2000, fue comprada por Carolina Power & Light para formar una nueva compañía, Progress Energy, que es la que actualmente hace funcionar la planta.

## Imágenes

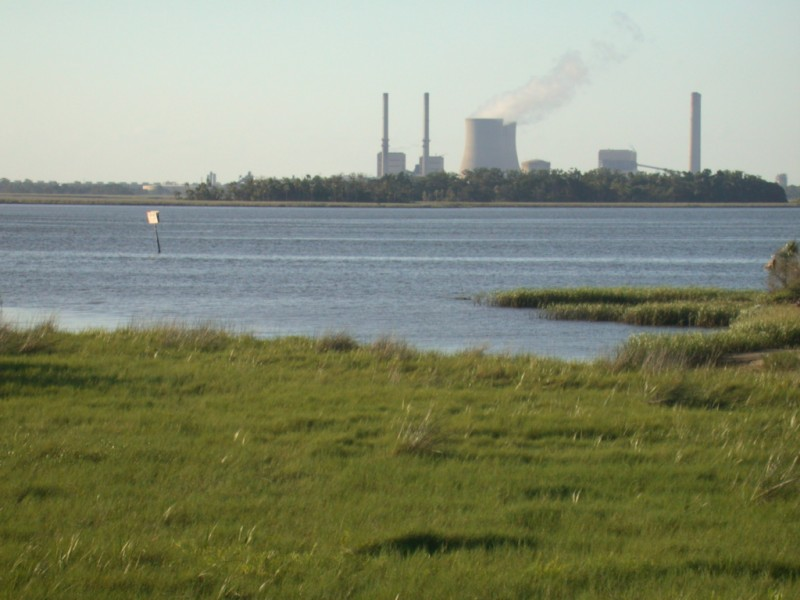
Vista de la central eléctrica.
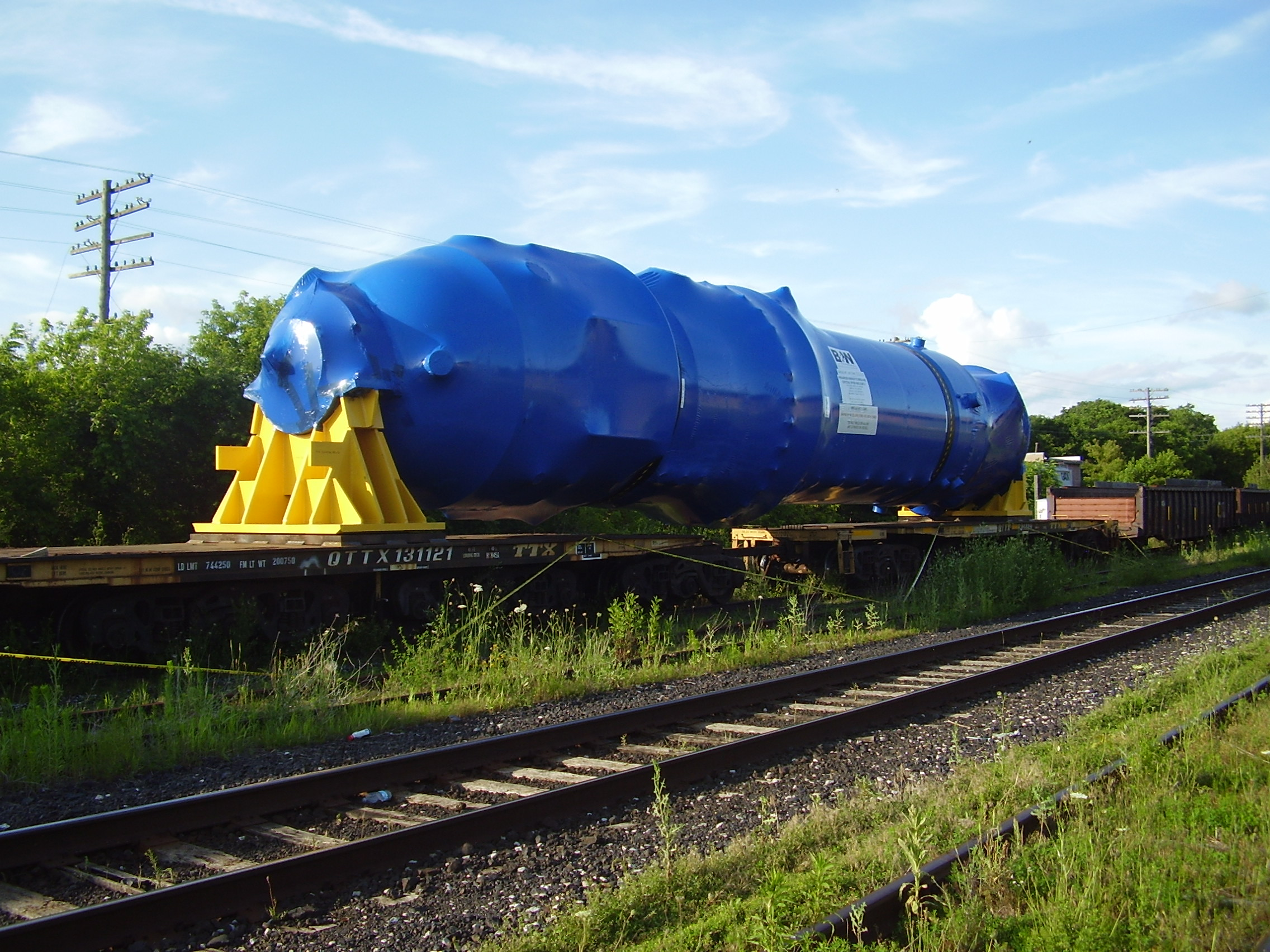
Algunos elementos para la central nuclear, son transportados por ferrocarril.